# Окна (приток Ветлуги)

Окна — река в России, протекает по территории Юринского района Республики Марий Эл. Устье реки находится в 60 км по правому берегу реки Ветлуги. Длина реки составляет 13 км.
Исток расположен в заболоченном лесу близ границы с Нижегородской областью в 24 км к северо-западу от посёлка Юрино. Река течёт на северо-восток по ненаселённому заболоченному лесу. Впадает в Ветлугу выше деревни Юркино.

## Данные водного реестра
По данным государственного водного реестра России относится к Верхневолжскому бассейновому округу, водохозяйственный участок реки — Ветлуга от города Ветлуга и до устья, речной подбассейн реки — Волга от впадения Оки до Куйбышевского водохранилища (без бассейна Суры). Речной бассейн реки — (Верхняя) Волга до Куйбышевского водохранилища (без бассейна Оки).
По данным геоинформационной системы водохозяйственного районирования территории РФ, подготовленной Федеральным агентством водных ресурсов:
- Код водного объекта в государственном водном реестре — 08010400212110000043854
- Код по гидрологической изученности (ГИ) — 110004385
- Код бассейна — 08.01.04.002
- Номер тома по ГИ — 10
- Выпуск по ГИ — 0